# Шелтон, Миллисент
Миллисент Шелтон (англ. Millicent Shelton) — американский режиссёр. Она получила известность как режиссёр музыкальных видео таких исполнителей как Мэри Джей Блайдж, Ар Келли и Алия, а в 1998 году выпустила свой дебютный фильм «Гонка». Основного успеха она добилась в качестве телевизионного режиссёра, работая над такими сериалами как «Подруги», «Меня зовут Эрл», «Все ненавидят Криса», «Парки и зоны отдыха», «Город хищниц», «Касл», «90210: Новое поколение», «Родители», «Фостеры» и «Даллас».
В 2009 году, Шелтон номинировалась на премию «Эмми» в категории за лучшую режиссуру комедии за сериал «Студия 30». Шелтон окончила Принстонский и Нью-Йоркский университет.

## Фильмография

### Режиссёр
| Год       | Русское название          | Оригинальное название                                                                        | Примечания                                              |
| --------- | ------------------------- | -------------------------------------------------------------------------------------------- | ------------------------------------------------------- |
| 1992      |                           | Growing Up in the Age of AIDS: An ABC News Town Meeting for the Family — With Peter Jennings | Телефильм                                               |
| 1998      | Гонка                     | Ride                                                                                         |                                                         |
| 2003      | Ар Келли: Ар в R&B        | R. Kelly: The R. in R&B — The Video Collection                                               | музыкальное видео («Your Body’s Calling»)               |
| 2004      |                           | ABC/TTV Micro-Mini Series                                                                    | Эпизод: «Dirty and Dirtier»                             |
| 2004      |                           | Dirty and Dirtier                                                                            | мини-сериал                                             |
| 2005      | Парикмахер                | Barbershop                                                                                   | Эпизод: «What’s Good for the Cos…»                      |
| 2005      | Шоу Берни Мака            | The Bernie Mac Show                                                                          | Эпизод: «Pop Pop Goes the Weasel» и «Father Knows Best» |
| 2005      | Танцуйте как и мы         | Dance Like We Do                                                                             |                                                         |
| 2006      | Меня зовут Эрл            | My Name Is Earl                                                                              | Эпизод: «Larceny of a Kitty Cat»                        |
| 2006      | Особенный день            | Big Day                                                                                      | Эпизод: «Boobzilla»                                     |
| 2006-2007 | Все ненавидят Криса       | Everybody Hates Chris                                                                        | 4 эпизода                                               |
| 2007      | Везунчик Сэм              | The Loop                                                                                     | Эпизод: «The Stranger»                                  |
| 2007      | Линкольн-хайтс            | Lincoln Heights                                                                              | Эпизод: «The Cost of a T-Shirt»                         |
| 2007      | Подруги                   | Girlfriends                                                                                  | 4 эпизода                                               |
| 2007      | Пещерный человек          | Cavemen                                                                                      | Эпизод: «Rock Vote»                                     |
| 2009      | Спасите Грейс             | Saving Grace                                                                                 | Эпизод: «Am I Going to Lose Her?»                       |
| 2009      |                           | Ruby & the Rockits                                                                           | Эпизод: «Hot for Spanish Teacher»                       |
| 2009      | Парки и зоны отдыха       | Parks and Recreation                                                                         | Эпизод: «The Camel»                                     |
| 2009-2010 | Студия 30                 | 30 Rock                                                                                      | Эпизод: «Floyd» и «Apollo, Apollo»                      |
| 2009-2011 | Мужчины среднего возраста | Men of a Certain Age                                                                         | 3 эпизода                                               |
| 2010      | Город хищниц              | 30 Rock                                                                                      | Эпизод: «Rhino Skin»                                    |
| 2010      | Моя команда               | My Boys                                                                                      | Эпизод: «The NTO»                                       |
| 2010      | Зик и Лютер               | Zeke and Luther                                                                              | Эпизод: «Little Bro, Big Trouble» и «Local Heroes»      |
| 2010      | Воздействие               | Leverage                                                                                     | Эпизод: «The King George Job»                           |
| 2010-2011 | 90210: Новое поколение    | 90210                                                                                        | 5 эпизодов                                              |
| 2011      | Касл                      | Castle                                                                                       | Эпизод: «Poof, You’re Dead»                             |
| 2011      | Неуклюжая                 | Awkward.                                                                                     | Эпизод: «Pilot»                                         |
| 2011      | Свободные леди            | Single Ladies                                                                                | Эпизод: «Can’t Hide Love» и «Lost Without You»          |
| 2011      | Свободные агенты          | Free Agents                                                                                  | Эпизод: «Rebranding»                                    |
| 2011      | Пэн Американ              | Pan Am                                                                                       | Эпизод: «Unscheduled Departure»                         |
| 2011-2013 | Хранилище 13              | Warehouse 13                                                                                 | Эпизод: «The Living and the Dead» и «Emily Lake»        |
| 2012      | Блудливая Калифорния      | Californication                                                                              | Эпизод: «The Ride Along»                                |
| 2012      | Гнездо шершня             | Hornet’s Nest                                                                                | Телефильм                                               |
| 2012      | Закон Хэрри               | Harry’s Law                                                                                  | Эпизод: «And the Band Played On»                        |
| 2012      | В стиле Джейн             | Jane by Design                                                                               | Эпизод: «The Second Chance»                             |
| 2012      | На старт!                 | Go On                                                                                        | Эпизод: «Big League Chew»                               |
| 2012-2013 | Родители                  | Parenthood                                                                                   | Эпизод: «Speaking of Baggage» и «Together»              |
| 2013      |                           | The Hustle                                                                                   | Эпизод: «Anything for a Klondike» и «Rule 4080»         |
| 2013-2014 | Фостеры                   | The Fosters                                                                                  | Эпизод: «Padre» и «Clean»                               |
| 2013-2014 | Даллас                    | Dallas                                                                                       | 4 эпизода                                               |
| 2013-2014 | Зажигай!                  | Hit the Floor                                                                                | 3 эпизода                                               |
| 2014      | Их перепутали в роддоме   | Switched at Birth                                                                            | Эпизод: «Dance Me to the End of Love»                   |
| 2014      | Разделитель               | The Divide                                                                                   | Эпизод: «And the Little Ones Get Caught»                |
| 2014      |                           | Things You Shouldn’t Say Past Midnight                                                       | Эпизод: «1.8» и «1.6»                                   |

### Сценарист
| Год  | Русское название | Оригинальное название | Примечания |
| ---- | ---------------- | --------------------- | ---------- |
| 1998 | Гонка            | Ride                  |            |

## Награды и номинации
| Год  | Награда                  | Категория                               | Работа                    | Результат |
| ---- | ------------------------ | --------------------------------------- | ------------------------- | --------- |
| 2006 | NAACP Image Award        | Лучший режиссёр в комедийном сериале    | Шоу Берни Мака            | Победа    |
| 2007 | NAACP Image Award        | Лучший режиссёр в комедийном сериале    | Все ненавидят Криса       | Номинация |
| 2008 | NAACP Image Award        | Лучший режиссёр в комедийном сериале    | Все ненавидят Криса       | Номинация |
| 2009 | Прайм-тайм премия «Эмми» | Лучший режиссёр в комедийном сериале    | Студия 30                 | Номинация |
| 2011 | NAACP Image Award        | Лучший режиссёр в драматическом сериале | Мужчины среднего возраста | Победа    |
| 2013 | NAACP Image Award        | Лучший режиссёр в комедийном сериале    | На старт!                 | Номинация |
| 2014 | NAACP Image Award        | Лучший режиссёр в драматическом сериале | Фостеры                   | Номинация |
| 2014 | NAACP Image Award        | Лучший режиссёр в комедийном сериале    | The Hustle                | Победа    |